# Synarmadillo diversus
Synarmadillo diversus är en kräftdjursart som beskrevs av Paulian de Felice 1940. Synarmadillo diversus ingår i släktet Synarmadillo och familjen Armadillidae. Inga underarter finns listade i Catalogue of Life.